# 刺五加
刺五加（學名：Eleutherococcus senticosus），五加科五加屬的一種落葉灌木，又名五加蔘、俄國蔘、老虎蔘、西伯利亞人蔘，主要分布於亞洲東北部，西伯利亞一帶。其根部和根狀莖可入藥，其主要成分有刺五加苷、新五加苷等。1950年代蘇聯學者曾對刺五加及刺五加苷進行過一系列研究，並開發了刺五加提取物製成的產品。具有清熱解毒、鎮痛止癢、消炎殺菌等功效，是中醫常用的藥材之一。

## 作用
刺五加有多種藥用作用，包括：
1. 清熱解毒：刺五加可以清熱解毒，對於因感染等引起的發燒、咽喉腫痛等症狀有一定的緩解作用。
2. 鎮痛止癢：刺五加具有鎮痛止癢的作用，對於因過敏、皮膚炎等引起的皮膚瘙癢、疼痛等症狀有一定的緩解作用。
3. 消炎殺菌：刺五加具有消炎殺菌的作用，對於因細菌感染引起的炎症、腫痛等症狀有一定的緩解作用。
4. 降血脂：刺五加可以降低血清膽固醇和三酸甘油酯的水平，有助於預防心血管疾病的發生。
5. 抗衰老：刺五加具有抗氧化作用，可以減緩細胞老化，對於保護肝臟、心臟等器官健康有一定的幫助。
6. 調節免疫功能：刺五加可以調節免疫功能，增強機體免疫力，對於預防感冒等疾病有一定的作用。
7. 抗疲勞：刺五加具有抗疲勞作用，可以增強身體的耐力和活力，減輕疲勞感，提高精神警覺度，增強注意力和記憶力。
8. 改善睡眠：刺五加可以幫助改善睡眠質量，減少失眠的發生。
9. 預防中暑：刺五加中含有一種被稱為「刺五加皂苷」的有效成分，其可促進人體內紅血球的生成，提高血液攜氧量，從而增強身體對缺氧的耐受性，預防中暑缺氧問題的發生。此外，刺五加還含有多種營養素和微量元素，如維生素C、鐵、鋅等，也對預防中暑和補充身體所需營養素具有一定的作用。

## 植物化学物
基本有以下几类：
- 刺五加苷
- 黄酮类
- 木脂素类
- 多糖类

各类化学物对药效的贡献还不甚清楚。

## 别名
刺拐棒（遼寧土名）、坎拐棒子（吉林土名）、一百針（河北興隆土名）、老虎膫（河北涿鹿土名）、老虎蔘、西伯利亞人蔘

## 使用方法

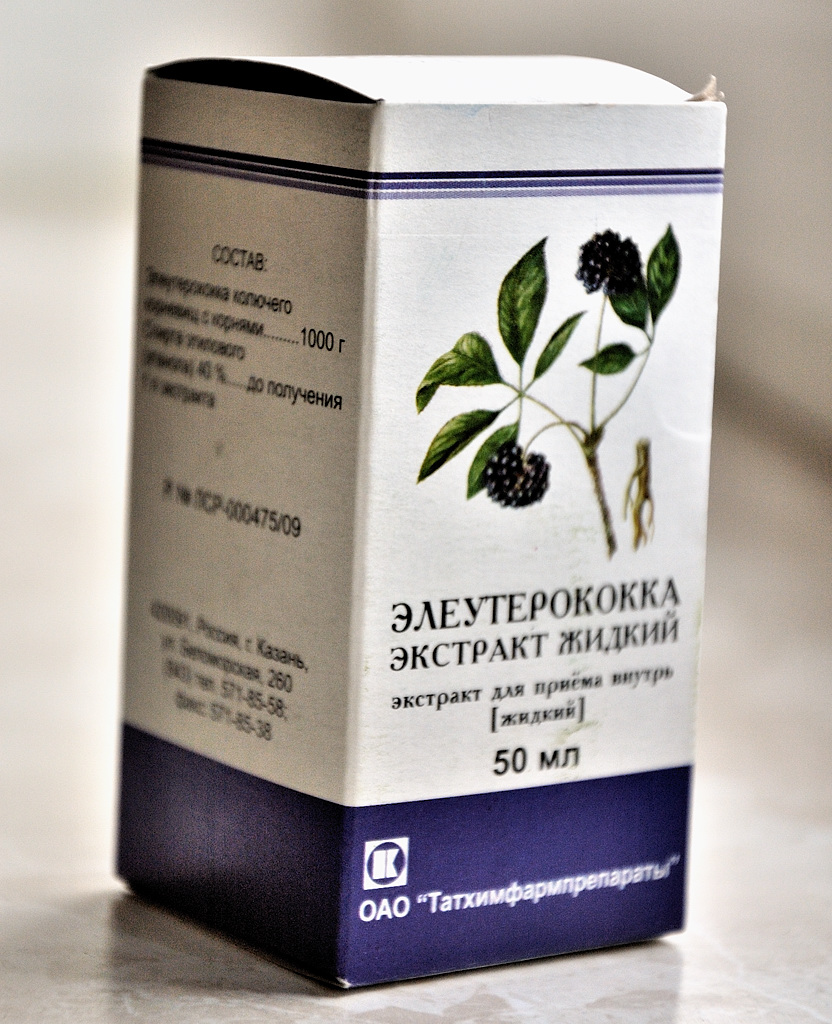
刺五加提取物

刺五加通常可以製成藥丸、膠囊、散劑等劑型，也可以作為茶飲使用，一般情況下，每次使用量約為3~9克，水煎後可口服。使用前需遵照醫師或藥師的指示使用。
此外，市面上也有添加刺五加的有氧飲料（例如：老虎牙子），使用起來方便快速，可以隨時攝取刺五加，使用前建議詳閱產品標籤和說明，遵照指示使用。

## 注意事項
1. 孕婦、哺乳期婦女等不宜攝取過多刺五加。
2. 使用刺五加時應注意用量，不宜超量使用。
3. 使用刺五加時應注意購買正規產品，避免選購假冒偽劣產品。